# 狐崎浩子
狐崎 浩子 (きつねざき ひろこ) はテレビ東京ホールディングスの専務執行役員（経営企画,法務,広報,労務,グループ,プロモーション）統括、テレビ東京メディアワークス代表取締役社長。

## 経歴
- 1984年 テレビ東京入社
- 2009年6月 同社 編成局次長 兼 番組宣伝部長 兼 ＢＳ業務推進本部
- 2010年6月 同社 広報局長
- 2010年10月 テレビ東京ホールディングス 広報局長[1]
- 2016年6月 テレビ東京 執行役員
- 2018年4月 テレビ東京ホールディングス 参与
- 2019年6月 同社 取締役
- 2019年6月 テレビ東京 取締役
- 2020年6月 テレビ東京ホールディングス　常務取締役 (法務・広報・グループ統括)
- 同月 テレビ東京 常務取締役 (広報局・法務・グループ担当)
- 2022年6月 テレビ東京ホールディングス　専務取締役　コーポレート（経営企画、法務、広報、グループ、プロモーション）統括　[2]
- 2023年6月 テレビ東京ホールディングス専務執行役員 （経営企画・法務・広報・労務・グループ・プロモーション) 統括
- 同月　テレビ東京メディアワークス代表取締役社長